# Orden de la Estrella de Karadjordje
La Orden de la Estrella de Karadjordje (en serbio: Orden Karađorđeve zvezde, cirílico: Орден Карађорђеве звезде) es la condecoración civil y militar más alta de Serbia. Originada en el Reino de Serbia, fue inicialmente otorgada en exclusividad a ciudadanos serbios en recompensa a los servicios prestados a la monarquía, al pueblo y/o al estado serbios, aunque ahora es conferida a serbios y no-serbios por igual. Durante las guerras balcánicas y la Primera Guerra Mundial, la Orden fue mayoritariamente conferida por actos de valentía en el campo de batalla. El reino de posguerra de Yugoslavia conservó la Orden que fue otorgada por el gobierno yugoslavo en el exilio hasta el fin de la Segunda Guerra Mundial, en algunos casos a individuos que colaboraron con los poderes del Eje. Después de la guerra, la monarquía fue declarada ilegal y un gobierno comunista llegó al poder. Junto con otros símbolos monárquicos la Orden fue suprimida durante la administración de Josip Broz "Tito", y reemplazada con condecoraciones comunistas como la Orden de Héroe del Pueblo.
Luego de la disolución de Yugoslavia, Serbia cesó de utilizar muchos de los galardones y las condecoraciones establecidas durante el período comunista, aunque no fue hasta el 2010 que el Gobierno serbio oficialmente restableció la Orden de la Estrella de Karadjordje como la condecoración más alta de Serbia. Durante la Guerra Fría fue concedida por la familia Karadjordjevic en el exilio. La primera persona que la recibió siguiendo su rehabilitación como orden estatal fue el jugador de tenis Novak Djokovic, en febrero de 2012.

## Historia

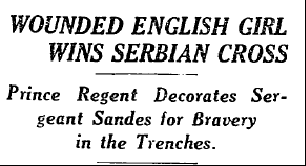
Flora Sandes recibió la Orden de la Estrella de Karadjordje en diciembre de 1916. Ella luchó en el Ejército Real Serbio durante Primera Guerra Mundial, y fue la única mujer británica en servir oficialmente como soldado en el conflicto.

La Orden de la Estrella de Karadjordje fue establecida por real decreto del rey Pedro I el 1 de enero de 1904 en conmemoración de su reciente accesión al trono serbio, así como del centésimo aniversario de la primera insurrección serbia. Estaba destinada a reemplazar a la Orden de la Cruz de Takovo y a la Orden de Miloš el Grande, dos condecoraciones que habían sido conferidas por la dinastía rival de los Obrenović que gobernó Serbia con anterioridad al golpe de Estado de mayo de 1903, cuando se reinstaló la dinastía de Pedro Karadjordjevic después de varias décadas en el exilio. El primer galardón antes nombrado era despreciado por los Karadjordjevic y sus seguidores porque fue nombrado en homenaje a Takovo, el pueblo donde el fundador de la dinastía Obrenovic, Miloš Obrenović, había lanzado la segunda insurrección serbia. La Orden de Miloš el Grande tuvo que ser reemplazada ya que fue nombrada así por Obrenović en homenaje propio.
Inicialmente, la Orden de la Estrella de Karadjordje fue categorizada como un galardón estatal de alto nivel, y organizada en cuatro clases. La Gran Cruz de la Estrella de Karadjordje, la clase más alta, consistía en una insignia de la orden pendiente de una banda y una placa para el pecho; en cambio un Gran Oficial de la Estrella de Karadjordje era condecorado con una insignia pendiente del cuello y una placa para el pecho ligeramente más pequeña que la de la clase precedente; mientras tanto un Comandante de la Estrella de Karadjordje era sólo galardonado con una insignia pendiente del cuello; y, para finalizar, el beneficiario de la cuarta clase de la orden, el Oficial de la Estrella de Karadjordje, recibía una pequeña cinta triangular para el pecho de donde colgaba la medalla respectiva.
La orden era normalmente otorgada por servicios a la dinastía Karadjordjevic, y/o al estado o pueblo serbios, mientras que los príncipes Karadjordjevic recibían una Gran Cruz en su bautismo. Los beneficiarios de a pie incluían tanto a soldados como a civiles, aun así, hasta 1906 únicamente ciudadanos serbios eran admitidos para recibir el galardón.
Durante las guerras balcánicas (1912–13), el Gobierno serbio introdujo la Orden de Mérito en Guerra de la Estrella de Karadjordje para premiar actos de "conspícua gallardía de oficiales comisionados en el campo", así como victorias en el campo de batalla de los oficiales mayores del Ejército Real Serbio; los oficiales no comisionados (NCOs) y los soldados en el campo de batalla eran inelegibles. Durante la Primera Guerra Mundial (más precisamente alrededor de junio de 1915), Serbia instituía una subdivisión de la Orden de Mérito en Guerra, llamada Orden Militar, que fue otorgada a NCOs y hombres comunes por su valentía en combate. 
La Orden de Mérito en Guerra estuvo dividida en dos clases: la 1.º división constaba de una Cruz de Oro y la 2.ª división de una Cruz de Plata. Uno del recipientes de la Orden Militar fue la soldado femenina —altamente condecorada— Milunka Savić, y otra fue Flora Sandes, la única mujer británica en servir abiertamente como soldado en la guerra. Varios importantes dirigentes militares serbios fueron receptores de la Orden de Mérito en Guerra, incluyendo el príncipe regente Alexander, y los mariscales de campo Živojin Mišić y Stepa Stepanović. Entre los recipientes extranjeros se incluyeron al General americano John J. Pershing, el mariscal de campo británico Douglas Haig, los generales franceses Joseph Joffre, Maurice Sarrail, Philippe Pétain, y Louis Franchet d'Espèrey, y el rey rumano Fernando I.

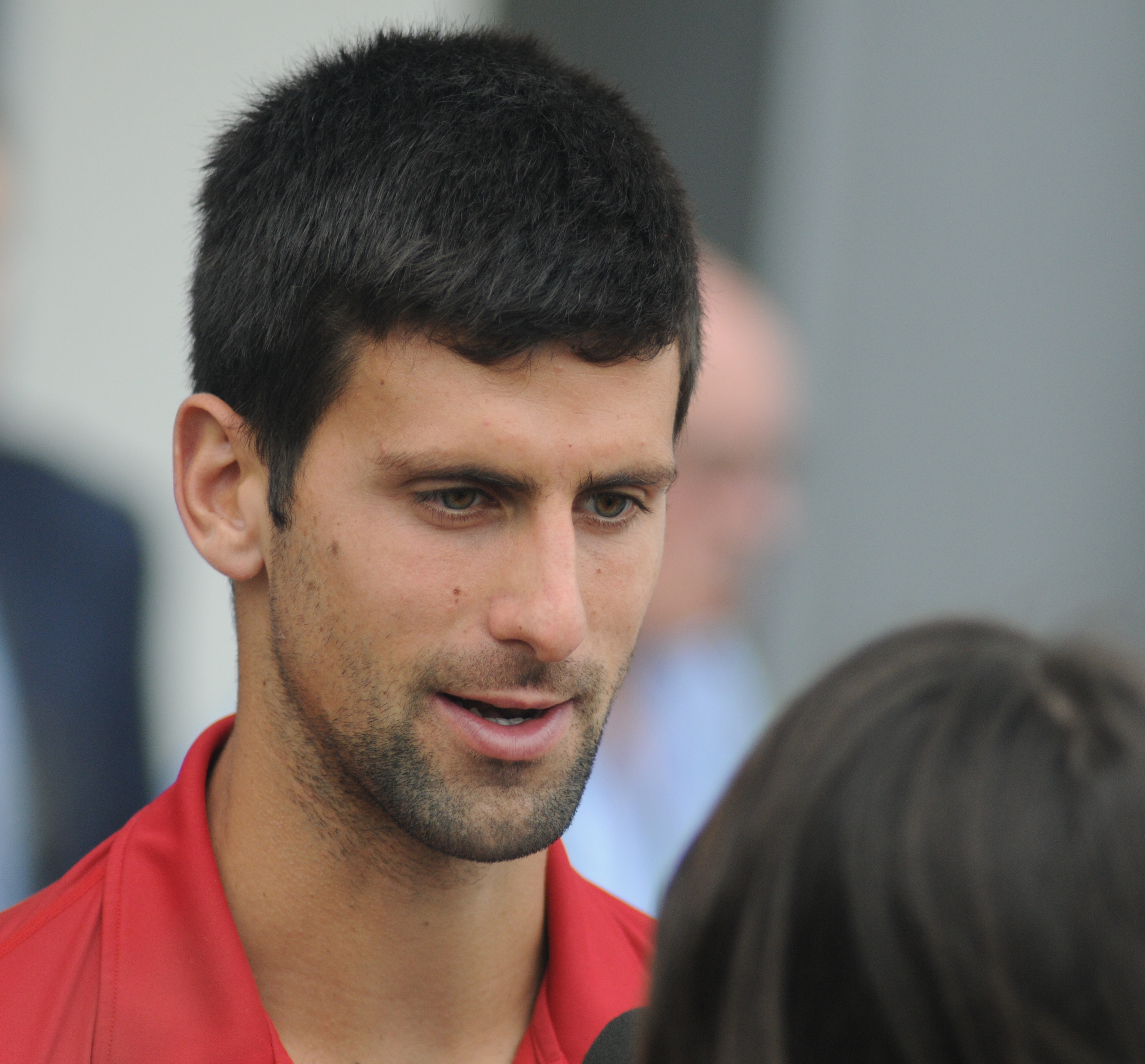
El tenista Novak Djokovic fue la primera persona en recibir la Orden después de su rehabilitación en 2010.

El Reino de Yugoslavia conservó la Orden después de la Primera Guerra Mundial. En 1939, fue otorgada a la ciudad de Belgrado. Durante la Segunda Guerra Mundial, Pedro II confirió la Orden a un número de Chetniks bajo la recomendación del dirigente Chetnik Draža Mihajlović. Algunos de los Chetnik condecorados -comandantes incluidos- fueron: Pavle Đurišić, Dobroslav Jevđević, Momčilo Đujić y Uroš Drenović. Estas condecoraciones causaron muchas polémicas durante y después de la guerra, cuando muchos de estos comandantes cooperaron con Alemania e Italia contra los partisanos comunistas a lo largo de varios años. Tal discrepancia puede ser mejor observada en el caso de Đujić, a quién se le otorgó la Orden por demostrar "gallardía frente al enemigo", y este, posteriormente, celebró el haberla recibido en un cuartel general italiano. En el caso Jevđević, la Orden fue otorgada en 1943 por sus servicios al pueblo serbio de Herzegovina durante una serie de masacres de la Ustacha, pero Mihailović tuvo que suprimir el galardón al anoticiarse de que Jevđević había visitado Roma para planear una ofensiva anticomunista junto los italianos y sus fuerzas, habiendo llevado a cabo varias masacres de no serbios en años anteriores.
Después de la guerra, Yugoslavia cayó bajo el dominio del dictador comunista Josip Broz "Tito", y las medallas y órdenes da la era Karadjordjevic fueron reemplazadas por condecoraciones no reales, como la Orden de Héroe del Pueblo. En 1990, la República Srpska instauró su propia condecoración homónima, sin embargo esta no debe ser confundida con la medalla históricamente otorgada por Serbia y por la dinastía Karadjordjevic.
- Đujić recibió la Orden de la República Srpska en 1998 por sus contribuciones a los serbios de Bosnia,[15] al igual que el señor de la guerra Željko Ražnatović ("Arkan")[16]

En 2010, el Gobierno de Serbia decidió restablecer la Orden como un galardón estatal oficial, aunque los Karadjordjevic habían continuado otorgando este galardón en el exilio durante los sesenta años previos. En febrero de 2012, el jugador de tenis Novak Djokovic se convertía en la primera persona en recibir la Orden después de este restablecimiento. Las más reciente receptora de la Orden es la Academia Médica Militar, quien la recibió en abril de 2014.

## Diseño
La Orden se presenta tanto en oro como en plata dependiendo de la clase, en el anverso presenta una cruz patada esmaltada de blanco con rayos dorados sobresaliendo de entre cada uno de sus brazos. Los rayos están cruzados diagonalmente por un par de sables cuando el receptor es distinguido con una Orden "con espadas". Las órdenes del periodo real contienen un medallón azul en el centro en el que está representada una Cruz de Serbia con un fuego acerado en cada esquina, con las palabras "Por la Fe y la Libertad, 1804" grabadas en un pequeño círculo en el medio de la cruz. El reverso de estas Órdenes contiene un medallón rojo en el que hay representada un águila blanca, con las palabras "Pedro I, 1904" escritas a su alrededor. Las medallas a la valentía otorgadas de junio de 1915 en adelante son casi idénticas a los Órdenes otorgadas antes de aquella fecha, con excepción de las espadas cruzadas estando presentes estas en todas ellas sin distinción de clases. Tales Órdenes también carecieron de la frase grabada en el anverso de las más antiguas, y la fecha 1904 en el reverso, que marca el centenario de la primera insurrección serbia. En cambio, estas apenas tenían el nombre del rey Pedro en el anverso, junto al año en el cual la Orden fue concedida. Las Órdenes en sí mismas eran originalmente manufacturadas por fabricantes de condecoraciones y medallas extranjeros, como la empresa francesa Arthus-Bertrand y la suiza Huguenin Fréres; durante el periodo de entreguerras (1919-39) sin embargo, fueron producidas en el país.